# 格雷普斯布拉夫 (路易斯安那州)
格雷普斯布拉夫（英語：Grappes Bluff）是位於美國路易斯安那州納基托什堂區的一個非建制地區。

## 地理
格雷普斯布拉夫所處的海拔為高於海平面47米（即154英呎），而該地所採用的時區為UTC-6，即北美中部時區（CST）。同時該地設有夏令時間，為UTC-6調快一小時，即UTC-5（CDT）。